# رود کالچیک
رود کالچیک (انگلیسی: Kalchyk) یک رودخانه در استان دونتسک کشور اوکراین است.